# Casas del Monte (kommunhuvudort)
Casas del Monte är en kommunhuvudort i Spanien.   Den ligger i provinsen Provincia de Cáceres och regionen Extremadura, i den centrala delen av landet, 190 km väster om huvudstaden Madrid. Casas del Monte ligger 584 meter över havet och antalet invånare är 887.
Terrängen runt Casas del Monte är varierad. Runt Casas del Monte är det ganska glesbefolkat, med 38 invånare per kvadratkilometer. Närmaste större samhälle är Hervás, 11,0 km nordost om Casas del Monte. 